# Teleferica Massaua-Asmara
La teleferica Massaua-Asmara era una linea teleferica trifune, adibita al trasporto merci, che collegava la città di Asmara, capoluogo del Governatorato dell'Eritrea, con il porto di Massaua.
Realizzato in 16 mesi di lavoro e lungo complessivamente 75,05 km (di cui 71,8 di linea diretta Massaua-Asmara, più 3,2 km per la diramazione Zaga-Moncullo), all'epoca della costruzione fu il più lungo impianto trifune del mondo e considerata un'autentica meraviglia dell'ingegneria dell'epoca, dal momento che la capacità di trasporto giornaliera (in 10 ore di funzionamento) era pari a quella di quattro treni (circa 400 tonnellate di merci).
Incominciata nel 1935, fu completata nel marzo 1937, ma venne chiusa pochi anni più tardi, nel 1941, a causa dei danni della seconda guerra mondiale.

## Storia

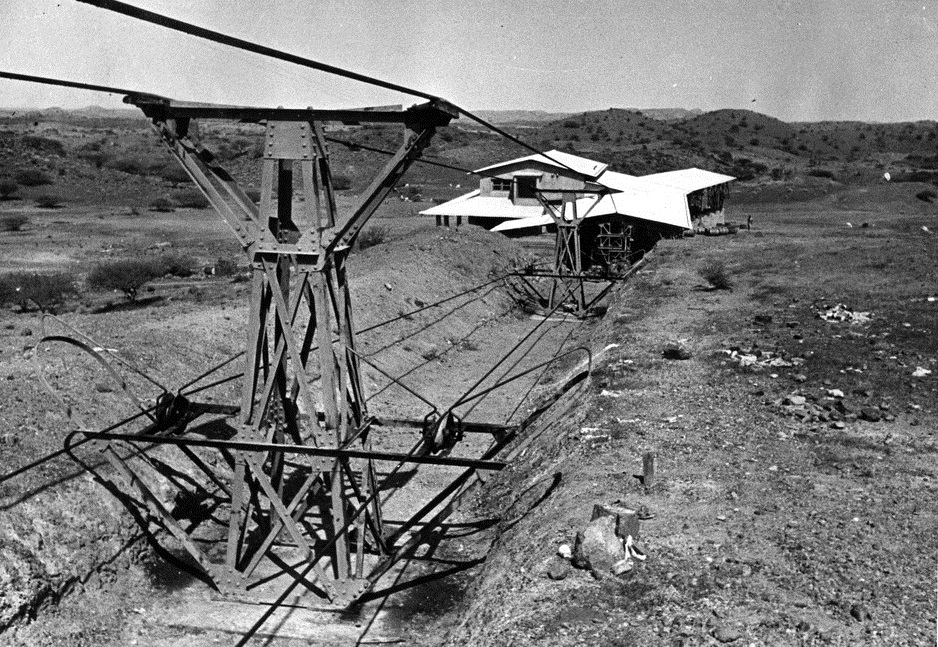
Cavalletti in trincea e stazione motrice di Dogali.

Scopo della teleferica era di agevolare e velocizzare il trasporto delle merci fino ad allora compiuto tramite la ferrovia Massaua-Asmara: tale linea era caratterizzata da un "collo di bottiglia" tra Ghinda e l'Asmara, in cui vi era una pendenza media del 35 per mille, con un dislivello di 1.431 metri. Inizialmente si pensò di costruire la teleferica solo in questo tratto, ma poi si decise di proseguire fino al mare, valutando come molto più economico questo tipo di trasporto rispetto alla ferrovia (rapporto 1:3) e alla strada (rapporto 1:6).

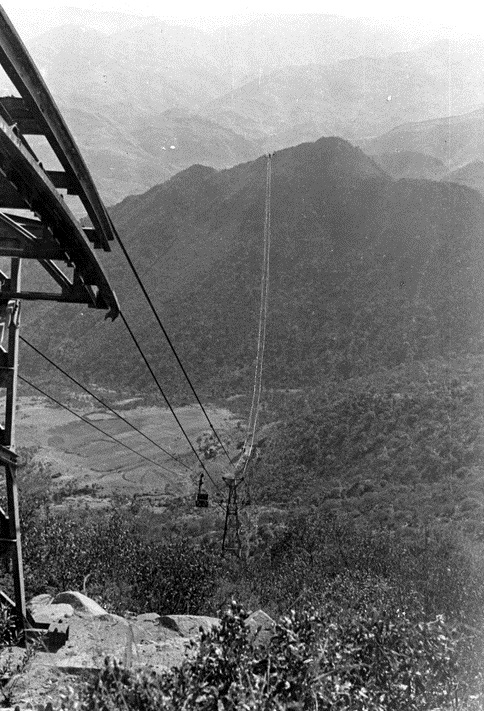
Attraversamento di una valle verso Golei.

Nata con un breve tratto ad Asmara nel 1911, la costruzione fu affidata nell'ottobre 1935 dall'amministrazione coloniale all'azienda milanese Ceretti & Tanfani. Le funi d'acciaio furono prodotte dalla Giuseppe Redaelli & Fratello di Milano e i motori Diesel furono costruiti dalla Franco Tosi di Legnano (Milano). La realizzazione dell'infrastruttura richiese un notevole sforzo: tutti i macchinari e il materiale di costruzione (provenienti dall'Italia) venivano sbarcati al porto di Massaua, trasportati per mezzo di camion lungo la strada per Asmara (fino al punto più vicino del cantiere), quindi portato a spalla d'uomo e a dorso di cammelli o muli per 4-5 km, in condizioni climatiche proibitive o su terreno accidentato. Difficoltoso fu anche il montaggio dei prefabbricati metallici, in quanto il ferro veniva scaldato dal forte sole fino a temperature molto alte, tali per cui il lavoro tra Mai Atal e Massaua fu limitato a sole quattro-cinque ore al giorno.

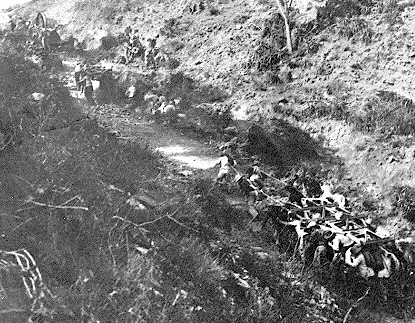
Trasporto a spalla dei materiali.

Nell'agosto 1936 venne aperto il primo tratto di 26,6 km da Ghinda a Godaif, quartiere dell'Asmara,  mentre il completamento e l'inaugurazione ufficiale risale all'8 marzo 1937. Nello stesso anno vennero trasportate 17.400 tonnellate di merci, mentre nel 1938 aumentarono a 50.700 tonnellate.
Nel 1939 venne ipotizzato di elettrificare la trazione, ma l'inizio della seconda guerra mondiale interruppe il progetto. Nel 1941, dopo la battaglia di Cheren, la teleferica venne smantellata dall'esercito britannico, che requisì i motori (in parte venduti all'asta e in parte esportati in India), i cavi d'acciaio e i vagoncini quale risarcimento di guerra.
Le torri di ferro vennero rimosse negli anni '80 da un imprenditore italiano, mentre i basamenti in cemento sono tuttora visibili.

## Percorso
| Unknown route-map component "exKBHFa" |

| Unknown route-map component "exBHF" |

| Unknown route-map component "exSTR" | Unknown route-map component "exKBHFa" |

| Unknown route-map component "exABZg+l" | Unknown route-map component "exSTRr" |

| Unknown route-map component "exBHF" |

| Unknown route-map component "exBHF" |

| Unknown route-map component "exBHF" |

| Unknown route-map component "exBHF" |

| Unknown route-map component "exBHF" |

| Unknown route-map component "exBHF" |

| Unknown route-map component "exBHF" |

| Unknown route-map component "exBHF" |

| Unknown route-map component "exBHF" |

| Unknown route-map component "exKBHFe" |

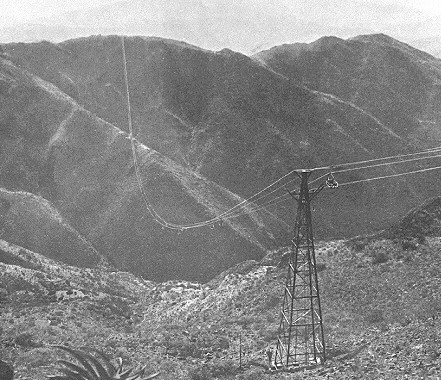
Attraversamento di una valle.

La teleferica partiva da Massaua, situata sul Mar Rosso, con due tronchi (uno dal Campo di Marte e l'altro dal deposito delle munizioni) che convergevano a Zaga. Il collegamento proseguiva in successivi nove tronchi passanti per Dogali, Mai Atal, Sabarguma, Ghinda, Nefasit, giungendo infine al capolinea di Godaif, quartiere meridionale dell'Asmara, a quota 2.326 metri sul livello del mare.
Gli oltre 70 chilometri del percorso attraversavano le montagne e le vallate che separano le due città terminali: da Asmara a Nefasit il percorso era rettilineo, mentre da Nefasit al mare era leggermente curvo. A causa dell'estensione longitudinale e del grande dislivello fra il mare e l'altipiano dell'Asmara, la teleferica attraversava tutte le situazioni climatiche e meteorologiche del paese (dalla canicola marina, era facile incontrare pioggia e vento, per poi trovare infine la frescura di alta montagna): per tale motivo i vagoncini ribaltabili erano dotati di un coperchio impermeabile.
Le operazioni di carico e scarico erano possibili, oltre che nelle tre stazioni terminali (Massaua-Campo di Marte, Massaua-Deposito munizioni e Asmara-Godaif), anche in tre stazioni intermedie (Mai Atal, Ghinda e Nefasit). A Ghinda vi era anche la possibilità di interscambio con il trasporto ferroviario, mentre la stazione di Nefasit (dove vi erano anche le officine di riparazione e i magazzini) era particolarmente importante in quanto da lì partiva la strada per Decamerè.
Lungo tutta la linea teleferica era presente anche un impianto telefonico di sistema selettivo Perego, che collegava tutte le stazioni tra loro; inoltre, erano disponibili anche terminali telefonici da campo che permettevano la comunicazione in caso di lavori lungo il tracciato o in caso di emergenza. Un sistema d'allarme acustico tramite sirene, attivabili da un qualunque punto della teleferica, ne poteva comandare l'arresto d'emergenza.

## Caratteristiche tecniche

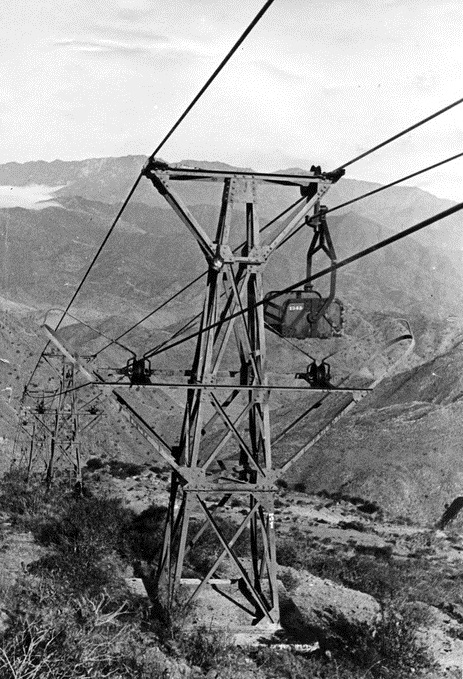
Tratta Godaif-Golei-Nefasit.

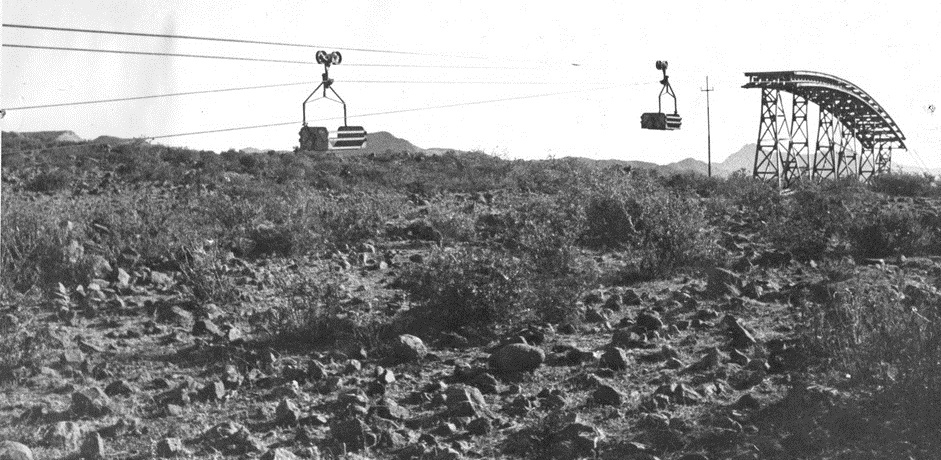
Ciglione di Asmara: cavalletto multiplo.

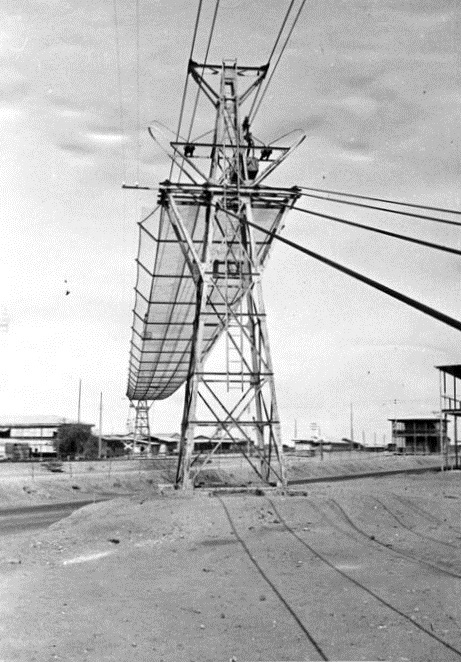
Ponte protettore attraversamento ferrovia e strada provinciale a Otumlo.

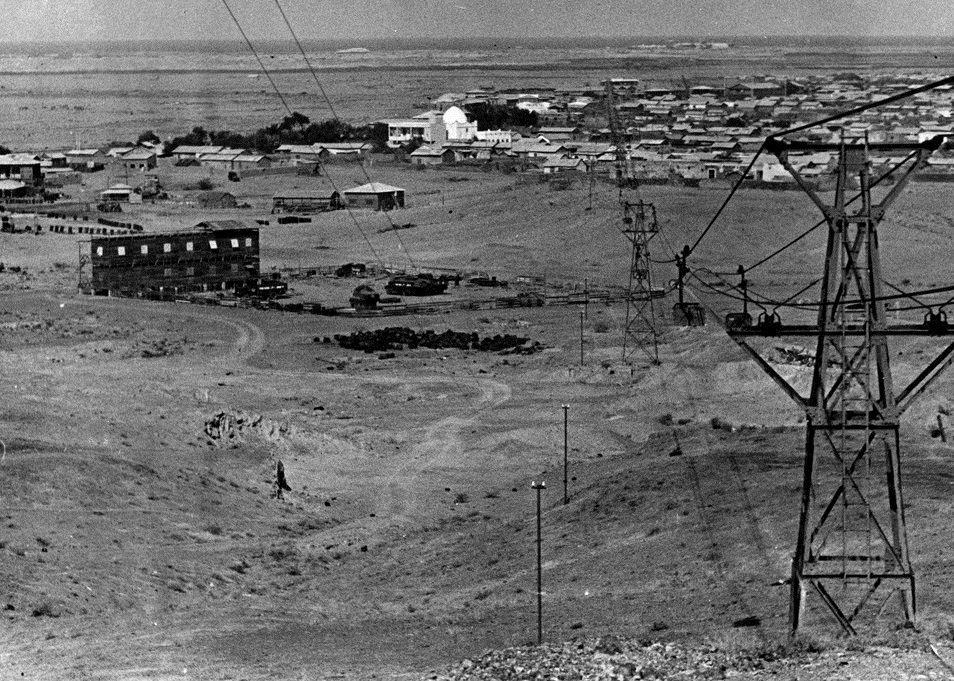
Attraversamento del villaggio di Otumlo.

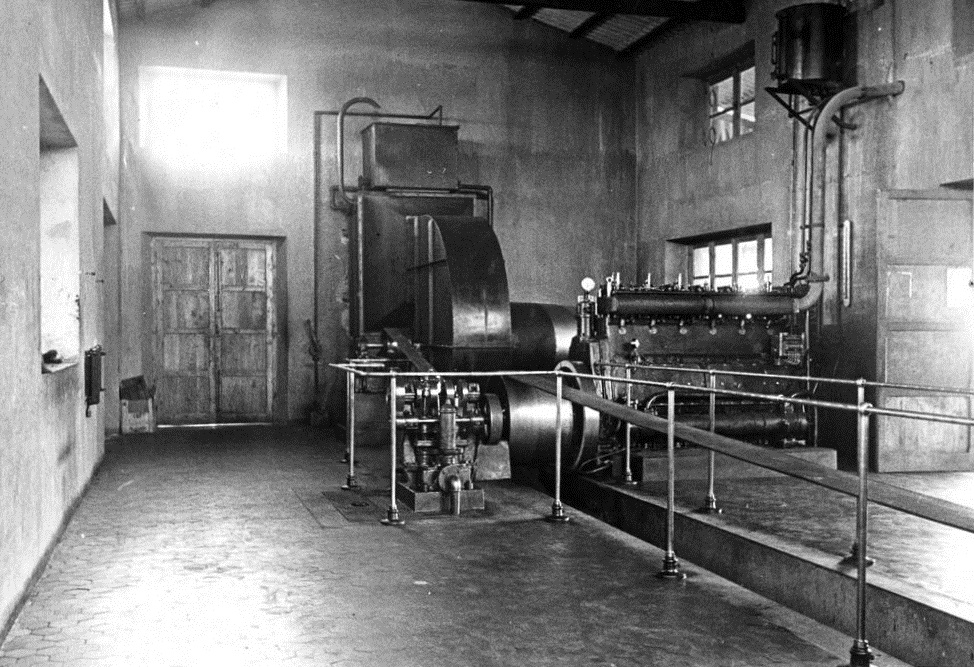
Sala macchine a Dig Digta.

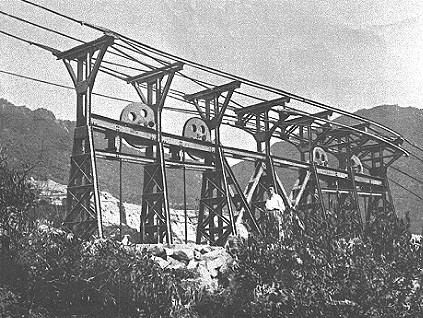
Torri con contrappesi.

- Lunghezza orizzontale: 75.050 metri, di cui:
  - 71,8 km da Massaua ad Asmara
  - 3,2 km diramazione da Zaga a Moncullo
- Dislivello: 2326 m (di cui 1431 m nel tratto Ghinda-Godaif)
- Numero funi: 3
  - Diametro funi portanti: 30 mm
  - Diametro fune traente: 22 mm
  - Peso complessivo delle funi: 975 tonnellate
- Numero di carrelli: 1620 (di cui 1538 in uso e 82 di riserva)
- Capacità utile di ogni vettura: 300 kg
- Peso a vuoto della vettura: 220 kg
- Capacità di trasporto complessiva: 600 tonnellate/giorno[13]
- Distanza tra i carrelli: 100 m (uno ogni 36 secondi)
- Velocità: 2,75 m/s (9,9 km/h)
- Piloni: 488
  - 464 cavalletti semplici
  - 24 cavalletti multipli
- Distanza massima tra i piloni: 900 m (nei pressi di Nefasit)
- Pilone con la massima altezza: 30 m
- Tettoie di protezione: 27
  - sovrappassi stradali: 22
  - sovrappassi ferroviari: 5
- Peso delle parti meccaniche: 945 tonnellate
- Peso delle carpenterie: 1.980 tonnellate
- Cemento utilizzato per basamenti e fondazioni: circa 15.000 m³
- Materiale scavato: 45.000 m³, di cui 35.000 m³ di roccia
- Costo complessivo dell'opera: 43.000.000 lire
- Costo al km: 573.333 lire/km
- Costo d'esercizio: 0,04 lire per quintale/km (2,88 lire/quintale per i complessivi 72 km)
- Tariffa del trasporto:
  - salita: 6 lire/quintale
  - discesa: 2 lire/quintale

Gli otto motori avevano le caratteristiche sottoelencate:
- potenza:
  - 150 CV per sette motori
  - 75 CV per l'ottavo (stazione di Zaga)
  - potenza complessiva: 1125 CV (nominale) e 700 CV(effettiva)[14]
- ciclo Diesel a 4 tempi a semplice effetto, senza compressore;
- 6 cilindri (3 cilindri per il motore da 75 CV) verticali con camicia riportata intercambiabile / alesaggio 180mm, corsa 280mm;
- alimentazione a nafta della densità di 0,90 - 0,92;
- raffreddamento ad acqua, refrigerata da gruppo radiatore ventilato; circolazione dell'acqua con pompa centrifuga. Comando del sistema di circolazione e ventilazione con azionamento a cinghia dall'albero motore;
- consumo totale di gasolio: 140 litri/ora

Lunghezza dei tronchi:
- Campo di Marte-Zaga: 6.241 metri
- Deposito delle munizioni-Zaga: 3.202 metri
- Zaga-Mai Atal: 17.528 metri
- Mai Atal-Ghinda: 21.536 metri
- Ghinda-Nefasit: 11.985 metri
- Nefasit-Godaif: 14.578 metri

Tempi di realizzazione:
- 16 mesi di lavoro
- 110.000 giornate lavorative di 40 manovali italiani
- 30.000 giornate lavorative di manovali yemeniti (trasporto a spalla)